# Escándalo por vacunas VIP en la Provincia de Jujuy
El escándalo por vacunas VIP en la Provincia de Jujuy, en Argentina, se refiere utilización de «vacunas VIP» contra la COVID-19 sin seguir las prioridades establecidas para la campaña de vacunación contra la COVID-19, por parte de clínicas privadas, utilizando vacunas de propiedad pública que les fueron suministradas por el Ministerio de Salud de la Provincia de Jujuy. El hecho fue reconocido el 24 de febrero de 2021 por el gobernador Gerardo Morales, quien graficó el grado de escándalo con la frase «Faltó que pongan hasta el perro y el gato para que se vacunen».

## Los hechos
En una declaración pública realizada por televisión el 24 de febrero de 2021 el gobernador Gerardo Morales reconoció que en la provincia de Jujuy se estaban produciendo serias irregularidades en la campaña de vacunación contra la COVID-19, que está a su cargo en ese distrito.
Sin dar mayores detalles, el gobernador Morales precisó que había clínicas privadas, a las cuales la provincia les había entregado vacunas contra la COVID-19 de propiedad pública, que estaban vacunando a personas que no estaban incluidas entre las tenían prioridad para ser inoculadas. Para graficar el grado de arbitrariedad el gobernador graficó el escándalo con la frase «Faltó que pongan hasta el perro y el gato para que se vacunen».
El gobernador no tomó ninguna decisión contra los funcionarios del área de salud de la provincia, pero anunció que publicará las listas de personas vacunadas y que sancionará una norma para establecer penas de multa, si se repiten los casos. El gobernador informó también que personas «con poder económico» amenazaron al personal del vacunatorio provincial instalado en el hospital de campaña.